# Williams River (Murray River)
Der Williams River ist ein Fluss im Südwesten des australischen Bundesstaates Westaustralien. Er ist einer der Quellflüsse des Murray River.

## Geografie
Der Fluss entspringt in der Nähe von Dumberning zwischen Williams und Narrogin. Er fließt in westliche Richtung bis zu seinem Zusammenfluss mit dem Hotham River, in der Nähe des Mount Saddleback. Die Flüsse vereinigen zum Murray River.

### Nebenflüsse mit Mündungshöhen
Folgende Nebenflüsse fließen dem Williams River zu:
- Manarring Brook – 305 m
- Jim Went Creek – 294 m
- Geeralying Brook – 290 m
- Fitts Creek – 272 m
- Junction Brook – 271 m
- Macdermott Brook – 263 m
- Coalling Brook – 263 m
- Corralling Brook – 249 m
- Starting Creek – 229 m
- Marling Gully – 223 m
- Warrening Gully – 206 m
- Coolakin Gully – 200 m